# Piramida (film)
Piramida (The Pyramid) este un film de înregistrare recuperată din 2014 regizat de Grégory Levasseur, produs de Alexandre Aja și  distribuit de 20th Century Fox. Complotul urmărește o echipă de arheologi care încearcă să dezvăluie secretele unei piramide pierdute doar pentru a se trezi vânați de o creatură insidioasă. Rolurile principale au fost interpretate de actorii Ashley Hinshaw, Denis O'Hare, James Buckley și Daniel Amerman. The Pyramid a fost lansat pe 5 decembrie 2014 și a fost primit negativ de critici. Ulterior a fost lansat pe DVD și Blu-ray pe 5 mai 2015, precum și pe video la cerere pe 17 aprilie 2015.
A avut încasări de 16 milioane $ la un buget de 6,5 milioane $.

## Distribuție
- Ashley Hinshaw - Dr. Nora Holden
- Denis O'Hare - Dr. Miles Holden
- James Buckley - Terry "Fitzie" Fitsimmons
- Christa-Marie Nicola - Sunni Marsh
- Amir K - Michael Zahir
- Joseph Beddelem - Taxi driver
- Garsha Arristos - Egyptian Worker
- Omar Benbrahim - Chubby Intern
- Philip Shelley - The Provost
- Faycal Attougui - Shadid